# Paulo Machava
Paulo Machava (* 1954; † 28. August 2015 in Maputo, Mosambik) war ein mosambikanischer Journalist und Geschäftsmann.

## Leben
Machava begann seine journalistische Karriere beim staatlichen Radiosender Rádio Moçambique in den 1980er Jahren. Er moderierte die Morgensendung Onda Matinal („Morgenwelle“) ab Ende der 1980er Jahre bis Anfang der 1990er Jahre, deren Hauptthema die Kriminalität Maputos war. Mit der Demokratisierung Mosambiks und der Einführung des Mehrparteiensystems wechselte er zur regierungskritischen Wochenzeitung Savana. Dort stieg er später zum Chefredakteur auf. In dieser Position war er maßgeblich an der Berichterstattung um den Skandal der privatisierten Staatsbank Banco Comercial de Moçambique beteiligt. Im Zuge dessen erhielten Machava und sein Kollege Salomão Moyana mehrere Morddrohungen. Carlos Cardoso, der ebenfalls in dem Skandal recherchierte, wurde am 22. November 2000 erschossen.
Später wechselte Machava zur Wochenzeitung Zambeze, bei der er jedoch nur kurz blieb. Kurz darauf wechselte er zum Verlag von Ericino de Salema, der bis heute die (elektronischen) Zeitungen Embondeiro und Diário de Notícias herausgibt. In den letzten Jahren beriet er zudem die Maputoer Gated Community „Kaya Kwanga“ im Veranstaltungsmanagement und galt als Freund des Inhabers der Wohnanlage.
Am 28. August 2015 wurde Paulo Machava in den frühen Morgenstunden beim Joggen im Zentrum Maputos, an der Straßenecke Avenida Vladimir Lenine / Avenida Augustinho Neto, aus einem Auto heraus angeschossen und starb noch am Tatort. Der Mordanschlag erinnert stark an die Tode von (u. a.) Carlos Cardoso († 2000) und Gilles Cistac († 2015), die ebenfalls auf offener Straße erschossen wurden.
Fernando Mbanze und Salomão Moyana bezweifelten, dass Machavas journalistische Tätigkeit der Grund für den Mord gewesen sein könne, da er bereits seit längerer Zeit keine Texte mehr veröffentlicht habe. Auch die Gerüchte, er habe an der Organisation einer Demonstration für die Pressefreiheit im Zuge des Prozesses um Carlos Nuno Castel-Branco, Fernando Mbanze und Fernando Veloso teilgenommen, entsprächen nicht der Wahrheit.